# Olga Törös
Olga Törös (* 4. August 1914 in Debrecen; † 16. Februar 2015 in Kecskemét) war eine ungarische Geräteturnerin. Einer ihrer größten Erfolge war die Bronzemedaille im Mannschaftsmehrkampf im Geräteturnen bei den Olympischen Sommerspielen 1936 in Berlin.

## Leben und Karriere
Törös wurde im Jahre 1914 als Tochter des Lehrers und Schulleiters Károly Törös in der ostungarischen Großstadt Debrecen geboren. Bereits als Kind war sie sehr agil, begann aber erst im fortgeschrittenen Alter nach Abschluss ihrer Schullaufbahn ihre Karriere als Turnerin. Von 1928 bis 1934 absolvierte sie in ihrer Geburtsstadt das Debreceni Református Kollégium Dóczy Gimnáziuma und begann in den Jahren 1934/35 eine Ausbildung als Lehrende und Physiotherapeutin am Testnevelési Főiskola Debrecen, einer Hochschulfakultät für Leibeserziehung.
Im Jahre 1936 nahm Törös als damals 21-Jährige als Mitglied des Magyar Testnevelési Egyetem Sportegyesülete Budapest, kurz TFSE Budapest, und des ungarischen Nationalkaders am Geräteturnen bei den Olympischen Sommerspielen 1936 in Berlin teil. In die ungarische Nationalauswahl wurde sie von einer Delegation, die sie bei einem nationalen Turnier in Debrecen beobachtet hatte, geholt. Als Einzelathletin war sie weniger erfolgreich, was ein 47. Rang am Pauschenpferd, ein 15. Rang am Stufenbarren und ein 30. Rang am Schwebebalken am Platz der Dietrich-Eckart-Freilichtbühne beweisen. Im Endklassement reichte es für sie in der Einzelwertung lediglich für den 30. Platz, jedoch erreichte sie mit der Mannschaft den dritten Platz und damit die Bronzemedaille im Mannschaftsmehrkampf.
Nach den Olympischen Spielen setzte sie ihr Studium an der Hochschule für Leibeserziehung fort, beendete dieses im Jahre 1939 an der Semmelweis-Universität in der Hauptstadt Budapest und zog daraufhin umgehend ins zentralungarische Kecskemét, wo sie fortan 35 Jahre lang als Sportlehrerin tätig war, ehe sie im Jahre 1974 60-jährig in den Ruhestand ging. Auch ihr Ehemann Andor Szemerey war als Sportler und Sportlehrer, hier vor allem im Wasserball, in der Stadt Kecskemét aktiv. Aus dieser Beziehung stammt auch ein Sohn. Vom Ungarischen Olympischen Komitee wurde Törös im Jahre 2011 für ihr Lebenswerk ausgezeichnet; des Weiteren wurde die Sporthalle der Hochschule in Kecskemét im Mai des gleichen Jahres ihr zu Ehren in Törös Olga Sportcsarnok umbenannt.
Drei Jahre später feierte sie ihren 100. Geburtstag und wurde im selben Jahr zur Ehrenbürgerin von Kecskemét ernannt und als „Unsterbliche des ungarischen Turnsports“ (ungarisch: magyar tornasport halhatatlanja) ausgezeichnet. 2012 wurde noch eine weitere Sportanlage zu Ehren Olga Törös umbenannt; außerdem erhielt sie einen Titel als Ehrenprofessorin.
Am Morgen des 16. Februar 2015 verstarb Törös 100-jährig in ihrer Heimatstadt Kecskemét. Die letzte Verabschiedung und Beerdigung fand am 7. März 2015 am Kecskeméti Köztemetőben, dem Friedhof von Kecskemét, statt. Unmittelbar im Anschluss wurde zu ihren Ehren ein Buch, dessen Arbeiten kurz vor ihrem 100. Geburtstag im Frühjahr 2014 begonnen hatten und das unter anderem ihr umfangreiches Leben schildert, veröffentlicht.